# Bereket
Bereket (dawniej Gazanjyk, Kazandżyk) – miasto w zachodnim Turkmenistanie, w wilajecie balkańskim, siedziba etrapu. W 2022 roku liczyło ok. 23,7 tys. mieszkańców.